# 岩泉镇
岩泉镇，是中华人民共和国湖南省郴州市宜章县下辖的一个乡镇级行政单位。

## 行政区划
岩泉镇下辖以下地区：
岩泉社区、红桥村、东河村、西河村、胡家村、白洋塘村、洞江寮村、马头庙村、才口窝村、枫木塘村、筲箕塘村、东岸村、郭家村、竹渚村、毛坪头村、周家湾村、孙家村、东口洞村、盐冲村、上田村、沙溪村和小河村。